# ریبیرا گرانده
ریبیرا گرانده (به پرتغالی: Ribeira Grande) یکی از شهرهای کشور پرتغال است.
تنها محل در اروپاست که در آن ۲ منطقه تولید چای وجود دارد بنام‌های Chá Gorreana و Chá Porto Formoso. شهر ریبیرا گرانددر ریبیرا گراند در کشور پرتغال واقع شده‌است. جمعیت این شهر ۶٬۳۵۰ نفر است. در تاریخ ۲۹ ژوئن ۱۹۸۱ به عنوان شهر شناخته شد.